# 千奇百趣大挑戰
《千奇百趣大挑戰》，或直譯《直到世界的盡頭 ItteQ!》、《阿Q冒險中》，是日本電視台製作的綜藝節目，自2007年2月4日起開始播映。播映時間為每週日晚19:58 - 20:54（JST），在日本電視台及其聯播網播出。

## 概要
日本電視台於2005年10月3日至2006年3月27日期間曾經在深夜播映本節目的前身《猜謎發現綜藝 ItteQ!》。2006年間電視台曾兩次播映節目的特別篇，受到觀眾好評，結果於2007年初，在前常規節目結束約一年後，節目正式升格到黃金時段，更改為現時的節目名稱後再次開始常規播放。
節目當初仍然大致保留前身節目的內容，即是「出演者為解答問題答案前往不同地點」，但外景地點範圍就擴大到世界各地，而且解決疑問的行程是由從一般公開招募回來的小學生（通稱:ItteQ!Kids）以及藝人同行，攝影棚內的出演者並不解答問題。雖則後來節目內容更沒有了猜謎問題的解答，但節目名稱卻仍然保留「Q」這個英文字。自前身節目《猜謎發現 -》起繼續於本節目擔任主持的内村光良，是自2005年3月，同電視台《WORLD☆RECORDS》完結的1年11個月以來，再次於同時段的節目擔任主持。
自節目開始播映之後，收視率安定地維持於12%前後的水平。2007年5月6日，節目播出節目開播以來首次的二小時特別版，奪得15.7%的收視記錄（關東地區，由Video Research統計），排名同時段第二。2007年11月25日播出的一集錄得收視率16.8%，首次排行同時段第一。自2009年之後節目平均收視率上升至16%前後水平，2013年之後更上升至平均19%前後水平，成為同時段第一。現在節目的收視率經常比同時段NHK的NHK大河劇為高。
直至現在節目的最高收視率是2010年2月21日所記錄的22.6%（收視率由Video Research於關東地區統計）。
自節目開始當初至2010年3月為止節目一直實施實時字幕放送，而從2010年4月18日起轉為通常字幕放送。内村的發言以黃色文字字幕代表。
2012年12月30日日本時間19:00 - 23:00節目播映了自過去以來最長的4小時擴大版，亦是節目首次進行直播。
2014年節目首次推出DVD，於同年8月27日發售。

## 出演者

### 主持
- 内村光良（小內小南）

### 常規成員
- 井本絢子
- 宮川大輔
- 手越祐也（元NEWS）2020年5月放逐。
- 森三中（日语：森三中）（大島美幸、村上知子（日语：村上知子）、黑泽宗子（日语：黒沢かずこ））
- Becky

### 準常規成員
- 出川哲朗：本節目的意見者
- 河北麻友子：出川女郎
- 金子貴俊（日语：金子貴俊）
- Vintage武井（日语：ヴィンテージ (お笑いコンビ)）
- 黛薇夫人
- 伊藤麻子（日语：いとうあさこ）
- 椿鬼奴（日语：椿鬼奴）
- 川村惠美子（日语：川村エミコ）
- 川合正悟（日语：チャンカワイ）
- 中岡創一
- 鈴木奈奈

## 現時播放的內容計劃
| 計劃                                          | 主要出演者                               |
| --------------------------------------------- | ---------------------------------------- |
| - 世界上最熱鬧的是甚麼祭典?（世界で一番盛り上がるのは何祭り？）               | - 宮川大輔                               |
| - ItteQ男子隊去吧! （イッテQ男子チームが行く!）                       | - 内村光良、手越祐也、宮川大輔           |
| - ItteQ!溫泉同好會（イッテQ!温泉同好会）                        | - 森三中、伊藤麻子、椿鬼奴、川村惠美子等 |
| - 珍獸獵人・井本World Tour（珍獣ハンター・イモトワールドツアー）                | - 井本絢子                               |
| - 男人的挑戰系列（男の挑戦シリーズ）                          | - 出川哲朗、河北麻友子、鈴木奈奈         |
| - ItteQ登山部（イッテQ登山部）                             | - 井本絢子等                             |
| - 不定期舉行迷你單元「超投宿於農村中吧!」（不定期開催ミニコーナー「超田舎に泊まろう!」） | - Vintage武井                            |
| - ItteQ大賞（イッテQアワード）                               | - 節目眾出演者                           |
| - 月厝照片計劃（カレンダープロジェクト）                            | - 節目眾出演者                           |
| - ItteQ!水族館計劃（イッテQ!水族館プロジェクト）                        | - 金子貴俊、川合正悟、Vintage武井        |
| - Entertainer手越（エンターテイナー手越）                         | - 手越祐也                               |
| - Lotti中岡的QTube（ロッチ中岡のQTube）                        | - 中岡創一                               |
| - 黛薇夫人的在死之前想要做的10件事（デヴィ夫人の死ぬまでにやりたい10のコト）        | - 黛薇夫人、出川哲朗                     |
| - 猜謎川村小姐（鈴木小姐）in THE WORLD（クイズ川村さん（鈴木さん）in THE WORLD）    | - 川村惠美子、鈴木奈奈                   |
| - 伊藤麻子的神秘之旅（いとうあさこのミステリーツアー）                      | - 伊藤麻子                               |

## 工作人員
- 旁白：立木文彦、真地勇志
- 計劃、節目統籌：古立善之
- 協助：日本電視台美術
- 助理導演：津宏典、柏田雄二、南里梨繪、佐藤智之、鍋田拓朗、高橋容子、渡邊智、藤卷聖、小倉卓、稻生有香、松永典子、山下達也、黑柳勇人
- AP:円城寺剛、杉原洋子、竹内加奈子、池田供子、中附智貴、興石将太、吉澤枝里子、前田夏奈
- 導演：富山歩、平川真、武井正弘、長田昌之、相田貴史、河野亮、立澤哲也、佐藤稔久、石崎史郎、豬股由太郎、青木章浩、小野寺健、白井秀和、吉村彰人、前川瞳美、鶴巻昌宏
- 製作人：松本京子、吉無田剛 / 岡崎成美、中村昌哉、荻原伸之、伊藤英惠
- 總製作人：加藤幸二郎
- 協助製作：Call、日企、極東電視台、ZIPPY、acro
- 製作著作：日本電視台

## 播映頻道及播映時間
| 播映對象地域        | 播映頻道                                     | 系列                                 | 播映日期・播映時間  |
| ------------------- | -------------------------------------------- | ------------------------------------ | ------------------- |
| 關東廣域圈          | 日本電視台（NTV） 《千奇百趣大挑戰》製作頻道 | 日本電視台系列                       | 每週日 19:58〜20:54 |
| 北海道              | 札幌電視台（STV）                            | 日本電視台系列                       | 每週日 19:58〜20:54 |
| 青森縣              | 青森放送（RAB）                              | 日本電視台系列                       | 每週日 19:58〜20:54 |
| 岩手縣              | 岩手電視台（TVI）                            | 日本電視台系列                       | 每週日 19:58〜20:54 |
| 宮城縣              | 宮城電視台（MMT）                            | 日本電視台系列                       | 每週日 19:58〜20:54 |
| 秋田縣              | 秋田放送（ABS）                              | 日本電視台系列                       | 每週日 19:58〜20:54 |
| 山形縣              | 山形放送（YBC）                              | 日本電視台系列                       | 每週日 19:58〜20:54 |
| 福島縣              | 福島中央電視台（FCT）                        | 日本電視台系列                       | 每週日 19:58〜20:54 |
| 山梨縣              | 山梨放送（YBS）                              | 日本電視台系列                       | 每週日 19:58〜20:54 |
| 新潟縣              | TV新潟放送網（TeNY）                         | 日本電視台系列                       | 每週日 19:58〜20:54 |
| 長野縣              | 信州電視台（TSB）                            | 日本電視台系列                       | 每週日 19:58〜20:54 |
| 静岡縣              | 静岡第一電視台（SDT）                        | 日本電視台系列                       | 每週日 19:58〜20:54 |
| 富山縣              | 北日本放送（KNB）                            | 日本電視台系列                       | 每週日 19:58〜20:54 |
| 石川縣              | 金澤電視台（KTK）                            | 日本電視台系列                       | 每週日 19:58〜20:54 |
| 福井縣              | 福井放送（FBC）                              | 日本電視台/朝日電視台系列            | 每週日 19:58〜20:54 |
| 中京廣域圈          | 中京電視台（CTV）                            | 日本電視台系列                       | 每週日 19:58〜20:54 |
| 近畿廣域圈          | 讀賣電視台（ytv）                            | 日本電視台系列                       | 每週日 19:58〜20:54 |
| 島根縣 鳥取縣       | 日本海電視台（NKT）                          | 日本電視台系列                       | 每週日 19:58〜20:54 |
| 廣島縣              | 廣島電視台（HTV）                            | 日本電視台系列                       | 每週日 19:58〜20:54 |
| 山口縣              | 山口放送（KRY）                              | 日本電視台系列                       | 每週日 19:58〜20:54 |
| 德島縣              | 四國放送（JRT）                              | 日本電視台系列                       | 每週日 19:58〜20:54 |
| 岡山縣 香川縣       | 西日本放送（RNC）                            | 日本電視台系列                       | 每週日 19:58〜20:54 |
| 愛媛縣              | 南海放送（RNB）                              | 日本電視台系列                       | 每週日 19:58〜20:54 |
| 高知縣              | 高知放送（RKC）                              | 日本電視台系列                       | 每週日 19:58〜20:54 |
| 福岡縣              | 福岡放送（FBS）                              | 日本電視台系列                       | 每週日 19:58〜20:54 |
| 長崎縣              | 長崎国際電視台（NIB）                        | 日本電視台系列                       | 每週日 19:58〜20:54 |
| 熊本縣              | 熊本縣民電視台（KKT）                        | 日本電視台系列                       | 每週日 19:58〜20:54 |
| 大分縣              | 大分電視台（TOS）                            | 富士電視台/日本電視台系列            | 每週日 19:58〜20:54 |
| 宮崎縣              | 宮崎電視台（UMK）                            | 富士電視台/日本電視台/朝日電視台系列 | 每週日 19:58〜20:54 |
| 鹿兒島縣 沖繩縣北部 | 鹿兒島讀賣電視台（KYT）                      | 日本電視台系列                       | 每週日 19:58〜20:54 |
| 沖繩縣              | 琉球放送（RBC）                              | TBS電視台系列                        | 每週日 13:00~13:56  |

## 外部連結
- 《千奇百趣大挑戰》官方網站（页面存档备份，存于）

## 電視節目的變遷
| 日本日本電視台 週日19:58－20:54        | 日本日本電視台 週日19:58－20:54   | 日本日本電視台 週日19:58－20:54 |
| -------------------------------------- | --------------------------------- | ------------------------------- |
|                                        | 千奇百趣大挑戰 （2007年2月4日－） |                                 |
| 歌笑 （2006年4月16日 - 2007年1月28日） | —                                 |                                 |